# Gliomastix guttuliformis
Gliomastix guttuliformis är en svampart som beskrevs av J.C. Br. & W.B. Kendr. 1958. Gliomastix guttuliformis ingår i släktet Gliomastix, ordningen köttkärnsvampar, klassen Sordariomycetes, divisionen sporsäcksvampar och riket svampar.   Inga underarter finns listade i Catalogue of Life.